# Siátista
Siátista är en kommunhuvudort i Grekland.   Den ligger i prefekturen Nomós Kozánis och regionen Västra Makedonien, i den norra delen av landet, 300 km nordväst om huvudstaden Aten. Siátista ligger 948 meter över havet och antalet invånare är 5 612.
Terrängen runt Siátista är varierad. Runt Siátista är det ganska glesbefolkat, med 40 invånare per kvadratkilometer. Siátista är det största samhället i trakten. Trakten runt Siátista består i huvudsak av gräsmarker.